# Campiglossa whitei
Campiglossa whitei este o specie de muște din genul Campiglossa, familia Tephritidae, descrisă de Hardy și Drew în anul 1996. Conform Catalogue of Life specia Campiglossa whitei nu are subspecii cunoscute.